# Тертер (річка)
Тертер (азерб. Tərtər, вірм. Թարթառ — Тартар, заст. Տրտու [Трту]) — річка в Закавказзі.
Річка витікає в де-юре Кельбаджарському районі Азербайджану вище села Істісу, протікає через райцентр Кельбаджар, монастир Дадіванк, потім потрапляє в Тертерський район, за селом Ґозлукорпю утворюється найбільше водосховище у невизнаній Нагірному Карабасі — Сарсанське водосховище, після чого річка тече через Агдере та біля міста Тертер. Після виходу з гір протікає по посушливому Карабаському степу, до впадіння на 165 км на висоті 15 м над рівнем моря справа в Куру.
Середній ухил Тертер — 0,0019 % (19 м/км).
Середньовічна вірменська назва річки — Трту.
Річка є найбільшою на півночі Нагірного Карабаху.
На річці побудовано Сарсанзьку ГЕС.